# Thurnhof (Gemeinde Perg)
Thurnhof ist eine Ortschaft mit 319 Einwohnern (Stand 2024) in der Katastralgemeinde Pergkirchen in der Stadtgemeinde Perg im Bezirk Perg in Oberösterreich.

## Geographie
Die Ortschaft leitet ihren Namen von einer abgekommenen Wasserburg ab, deren Überreste zum Gebäudebestand des Thurnbauern gehören.
Thurnhof liegt am Thurnhofbach, der im Oberlauf Lamplbach heißt, und über den Naarn- und Tobrabachkanal in die Naarn entwässert.
Die Ansiedlung grenzt im Westen an die Ortschaft Kickenau in der Katastralgemeinde Perg und ist im Nordwesten, Norden, Osten und Süden von Ortschaften der Katastralgemeinde Pergkirchen umgeben, wobei sie im Nordwesten an die Ortschaft Karlingberg, im Norden an die Ortschaft Mitterberg, im Osten an die Ortschaft Pergkirchen und im Süden an die Ortschaft Auhof grenzt.
Die Ortschaft befindet sich aus geologischer und geomorphologischer Sicht sowie unter Aspekten der Raumnutzung in den beiden Raumeinheiten oberösterreichischen Raumeinheiten Südliche Mühlviertler Randlagen und Machland
Die Burgruine Mitterberg liegt nur einige hundert Meter nördlich der Ortschaft. Mitterberg war von 1278 bis 1533 Sitz des Landgerichtes Machland.

## Bevölkerung
Im Historischen Ortslexikon werden 1788 9 Häuser und 1809 8 Häuser genannt. 1825 werden bei 12 Häusern 50 Einwohner und 1869 bei ebenfalls 12 Häusern 81 Einwohner angeführt. In der zweiten Hälfte des 20. Jahrhunderts steigt die Häuseranzahl von 1951 22 auf 2001 58 Häuser, wobei 1961 24, 1971 29, 1981 31, 1991 34 und 2001 58 Häuser gezählt wurden. Die Einwohneranzahl entwickelte sich von 1951 und 1961 mit 113 auf 1971 115, 1981 und 1991 108 und 2001 bzw. 2007 jeweils 204 und 2011 216 Personen.
Die Ortschaft hatte bis ins 20. Jahrhundert nur wenige Häuser. Erst in der zweiten Hälfte des 20. Jahrhunderts wurden in neugeschaffenen Siedlungen Ein- und Zweifamilienhäuser für Familien errichtet, was zu einem beträchtlichen Bevölkerungszuwachs geführt hat.

## Wasserburg Thurnhof
Die Wasserburg Thurnhof war ein Edelmannssitz. Der großteils erhaltene Wohnturm ist eine große Besonderheit. Die erhaltenen Gebäude wie Wohnturm und Stallungen wurden bis vor kurzem landwirtschaftlich genutzt. Sie gehören alle zum neuzeitlichen Gehöft Thurnbauer, Thurnhof N° 1.

Bildergalerie Wasserburg Thurnhof
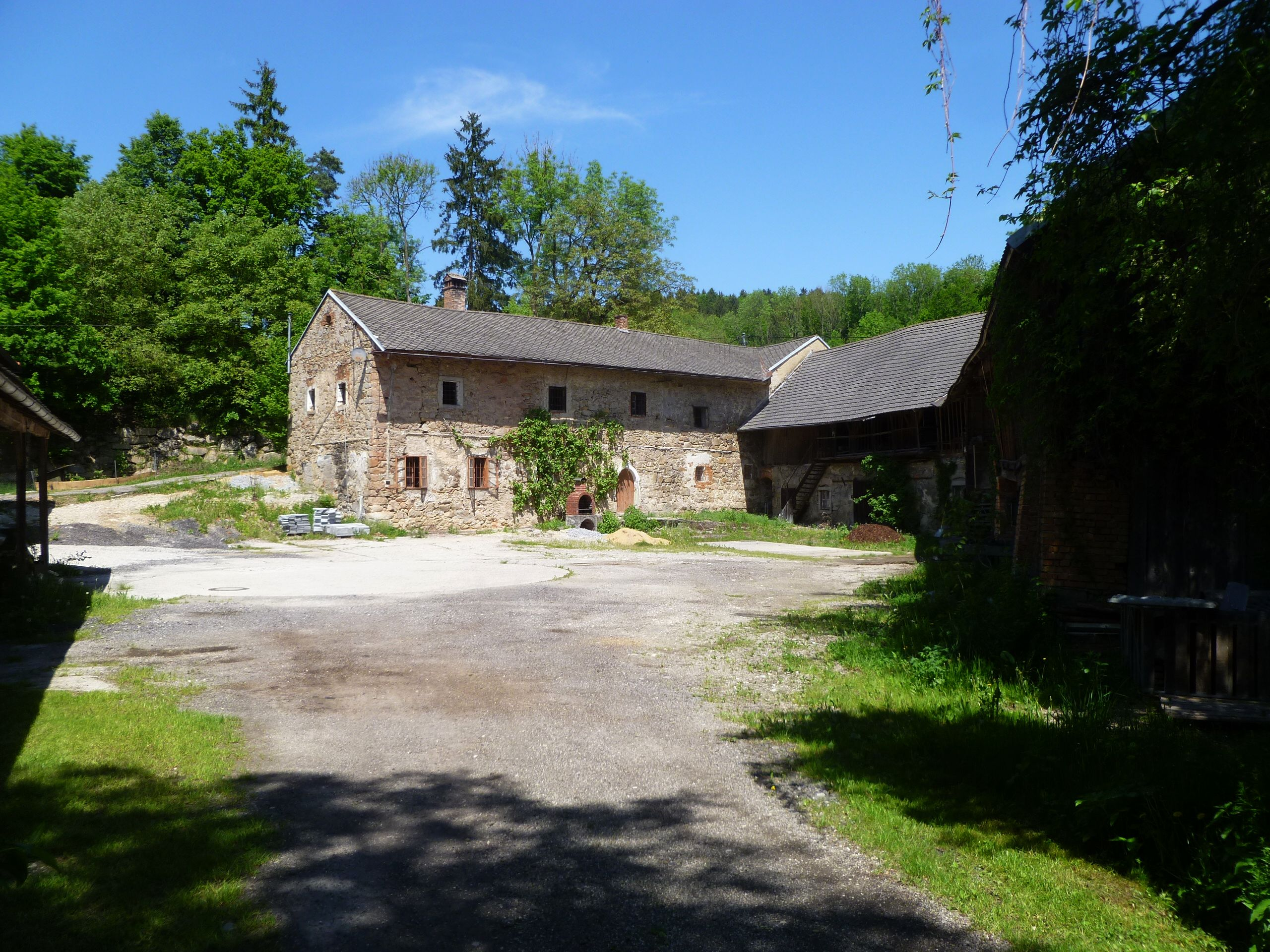
Hauptgebäude
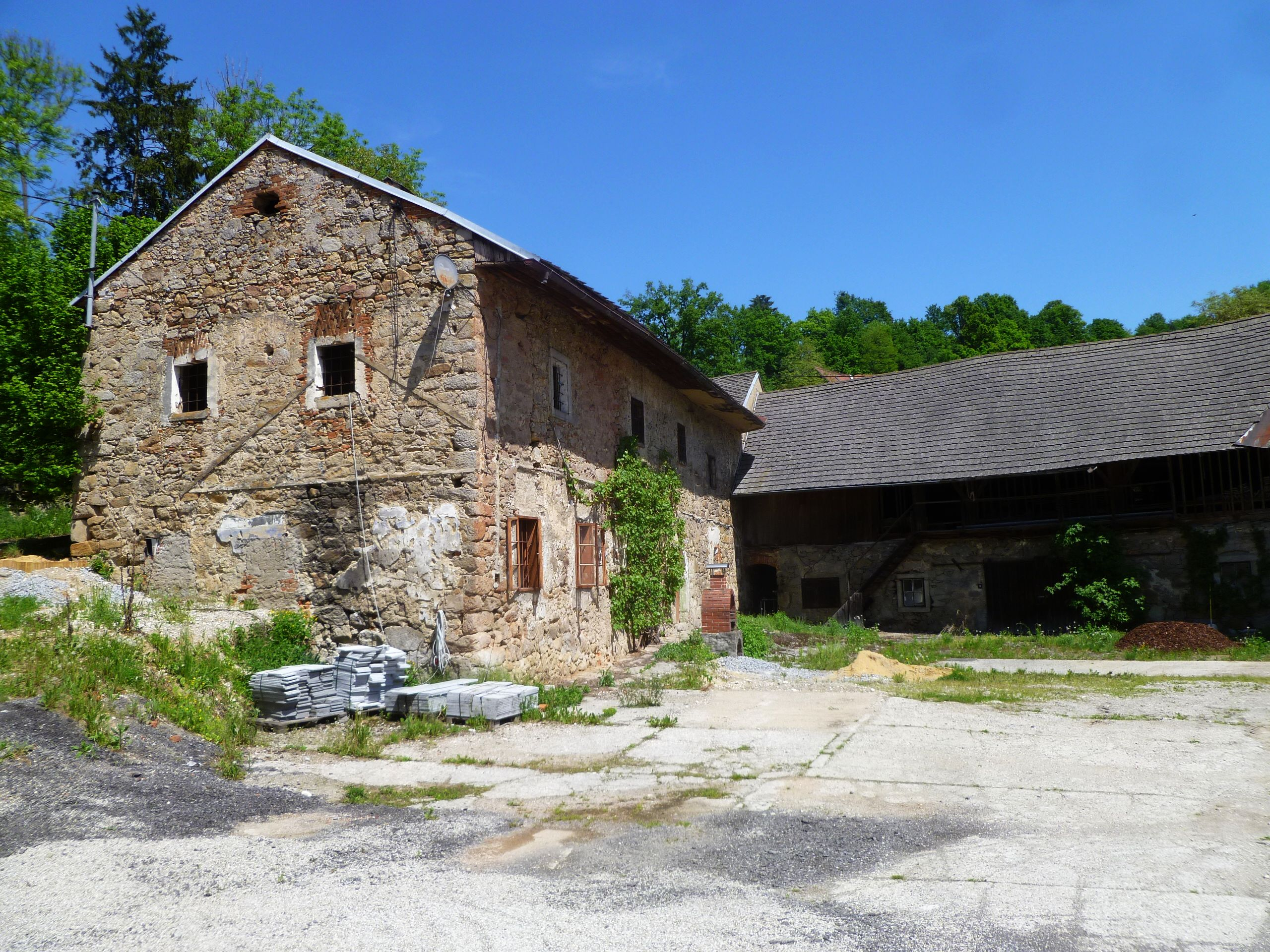
Rechts Stallungen
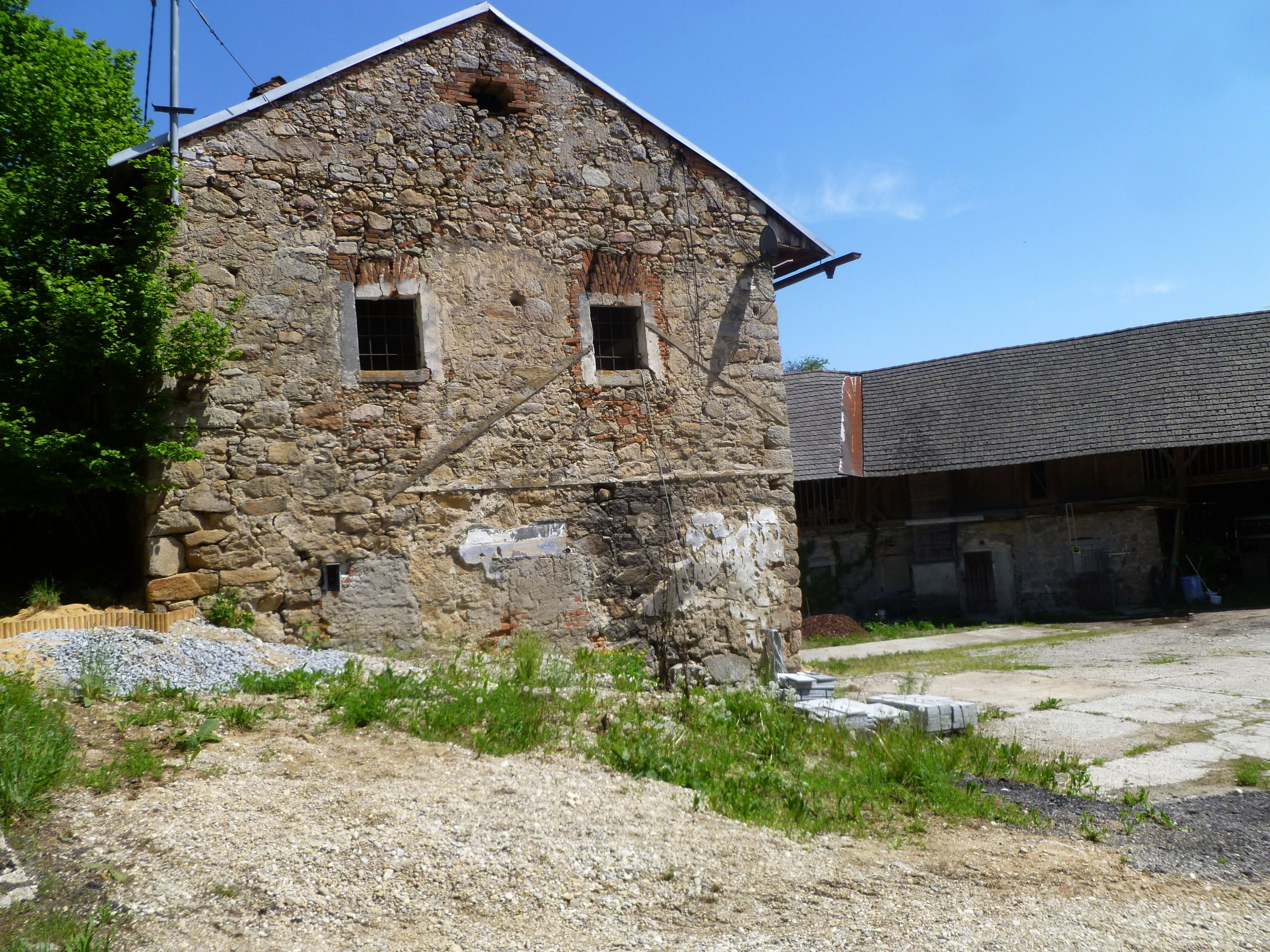
Hauptgebäude
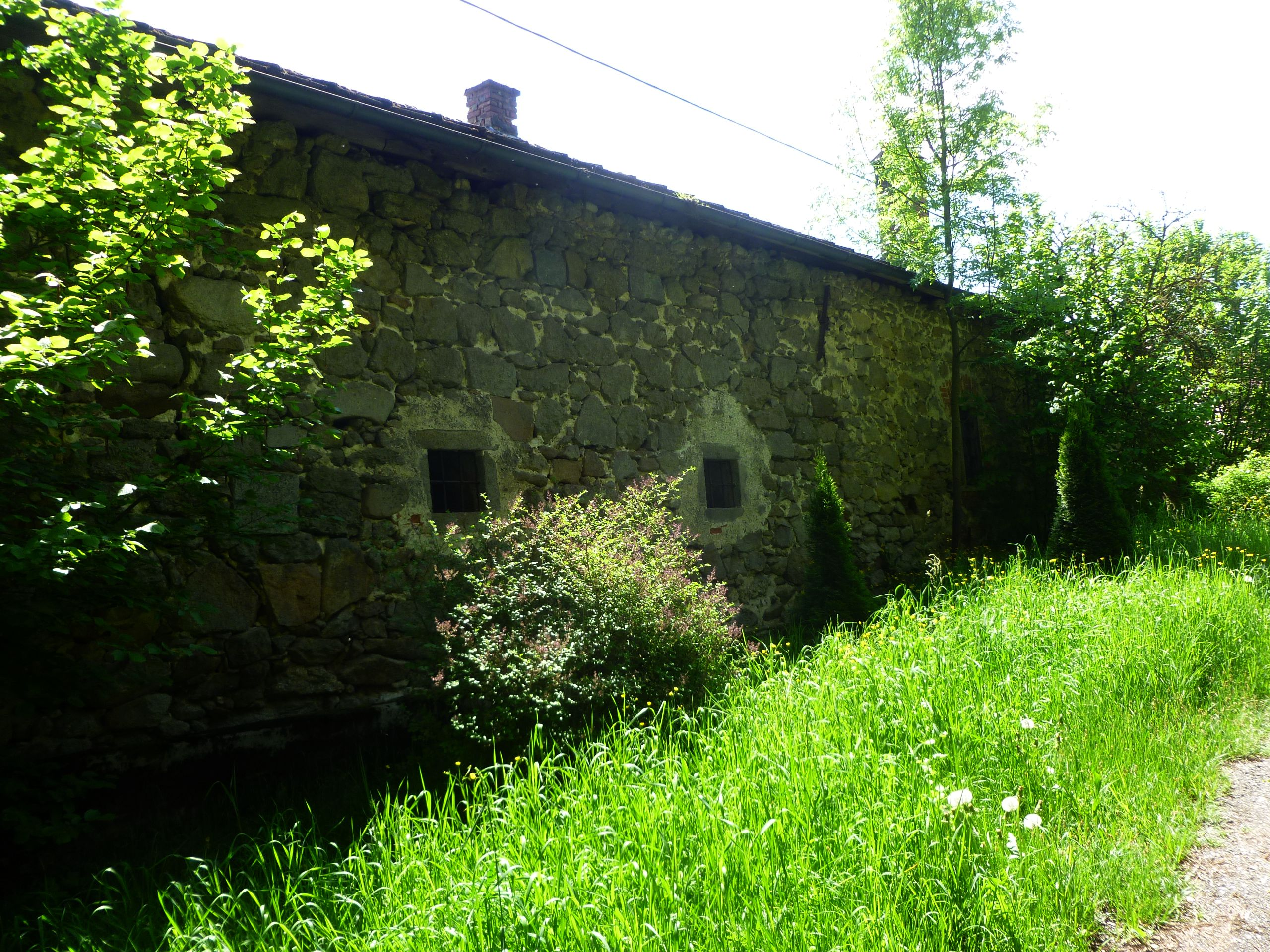
Rückseite Hauptgebäude

## Verkehr
Die Ortschaft Thurnhof wurde ab dem Beginn des 16. Jahrhunderts von der Hauderer-Straße durchquert und lag bis zu Beginn des 21. Jahrhunderts an der Donau Straße B3. Nach der Fertigstellung der Perger Ortsumfahrung wurde dieser Streckenabschnitt in das Gemeindestraßennetz der Stadt Perg übernommen.